# 200 West Street
200 West Street of de Goldman Sachs Tower is een wolkenkrabber in Lower Manhattan, New York. Het is de internationale hoofdzetel van de Amerikaanse investeringsbank Goldman Sachs.

## Geschiedenis
Het gebouw is 228 meter hoog, telt in totaal 44 verdiepingen en is een ontwerp van de New Yorkse architect Henry N. Cobb en Adamson & Associates. Het staat op adres 200 West Street in de wijk Battery Park City aan de kruising van West Street met Vesey Street, ten noorden van Brookfield Place en tegenover het Verizon Building.
Het werd gebouwd van 2005 tot 2009 en de bouw ervan kostte $ 2.100.000.000, een prijs die voor ongeveer de helft werd gedekt door de Amerikaanse overheid met belastingvoordelen en subsidies in contanten omdat het gebouw in de zone staat die getroffen werd door de aanslagen op 11 september 2001.
Het gebouw werd officieel in gebruik genomen in 2010. Goldman Sachs had voordien zijn hoofdkantoor op 85 Broad Street en een handelskantoor in het One New York Plaza. Het nieuwe gebouw van Goldman Sachs beslaat 195.095 m² aan vloeroppervlak en beschikt over zes grote handelsverdiepingen. Visueel artieste Julie Mehretu creëerde een muurschildering van 24 meter bij 7 meter die nu is te bezichtigen bij de ingang.

## Afbeeldingen

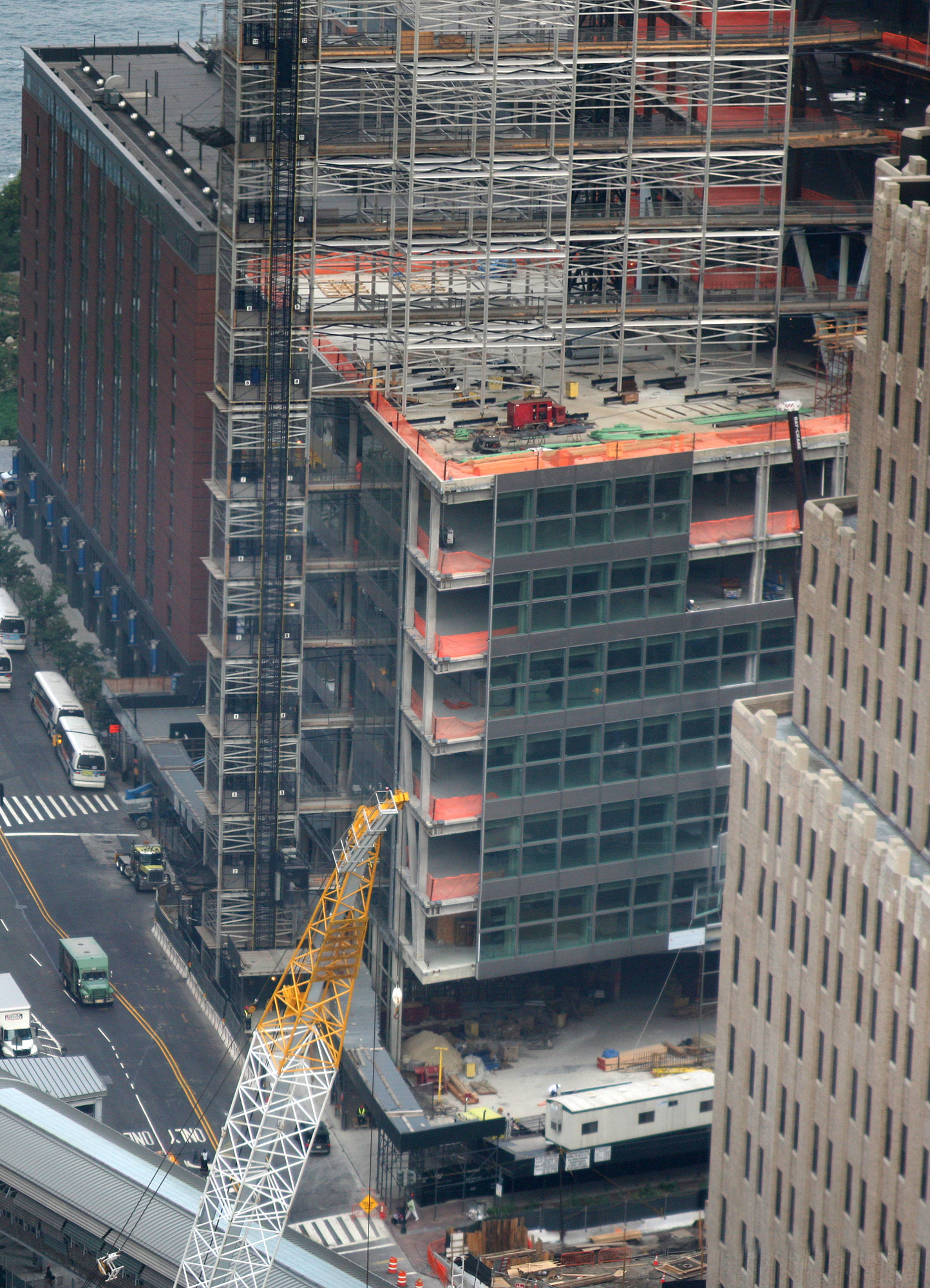
Het gebouw nog in een vroeg stadium van de bouwfase in 2007
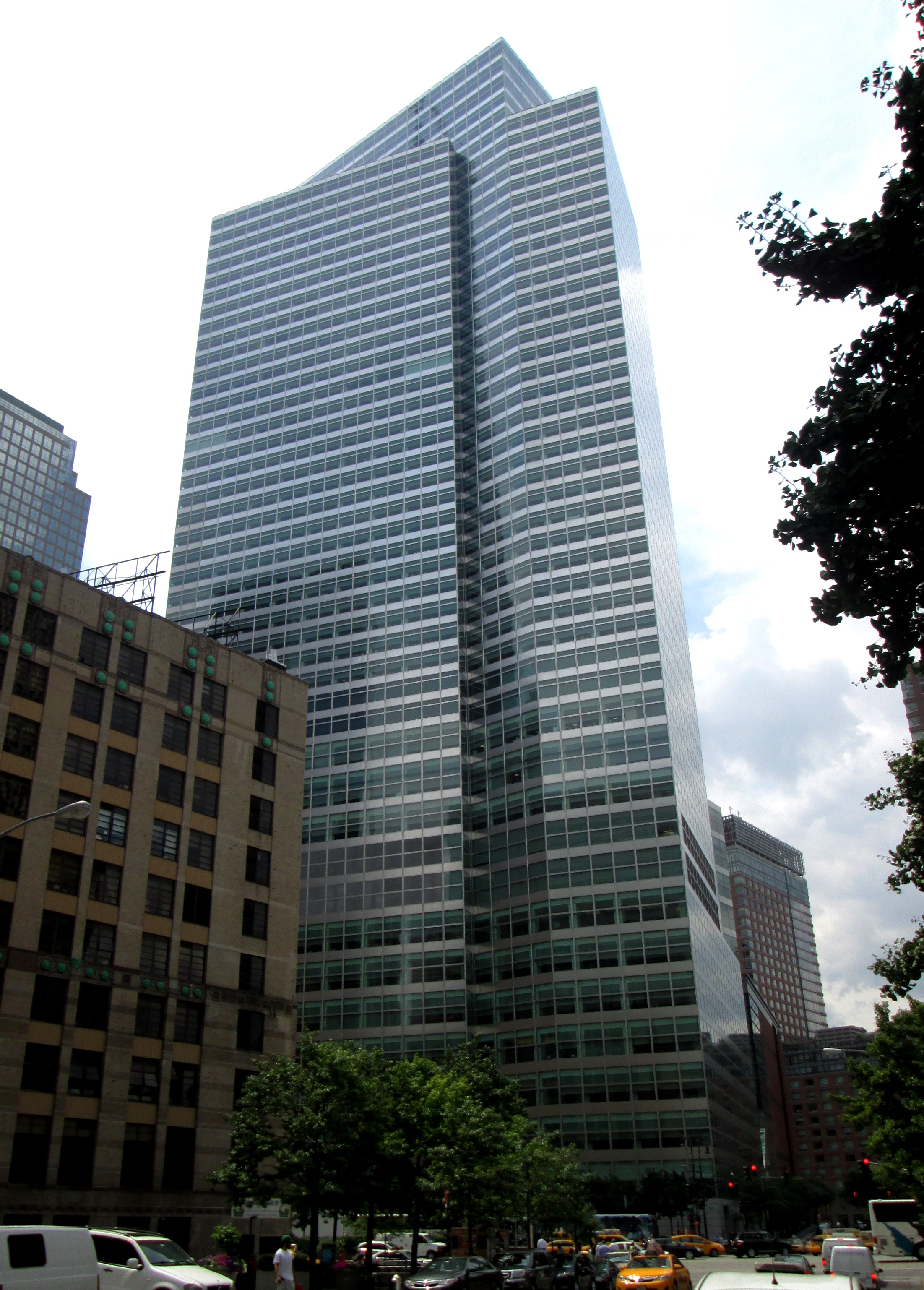
Het gebouw gezien vanaf Murray Street vanuit het oosten
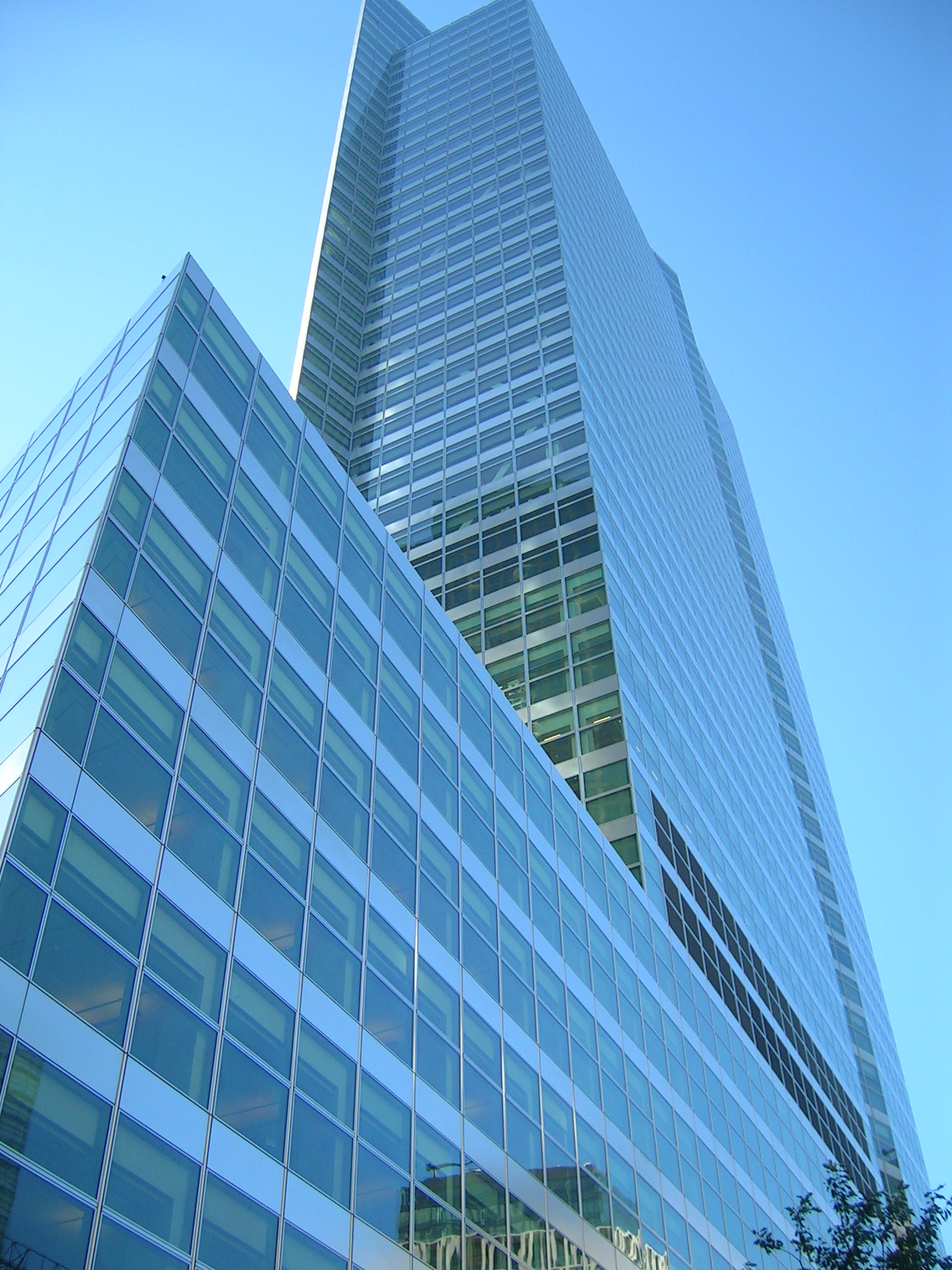
Een aanblik vanaf West Street
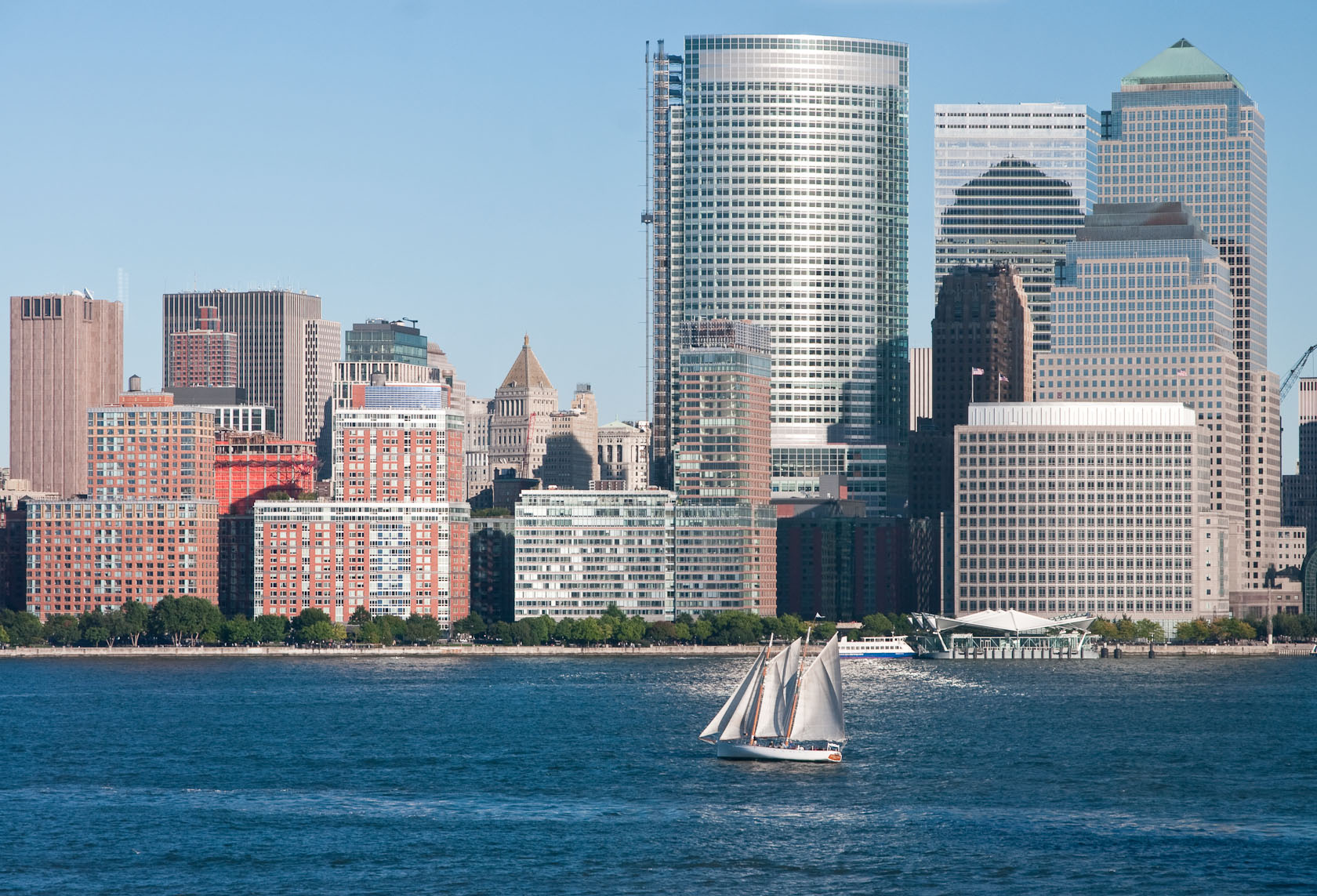
Een panoramische aanblik vanaf de Hudson, staande naast het 7 World Trade Center (centraal) en het complex Brookfield Place